# Lily Schwenger-Cords
Luise Helene „Lily“ Schwenger-Cords, Pseudonym: L. C. Funke, (* 26. Juni 1890 in Köln; † 23. Januar 1980 ebenda) war eine deutsche Schriftstellerin.

## Leben
Lily Schwenger-Cords studierte in Lausanne, London, Florenz und Rom. Als freie Schriftstellerin lebte sie später zeitweise in Essen-Stadtwald. Sie verstarb 89-jährig in einem Kölner Altersheim. Lily Schwenger-Cords Werk umfasst einen Roman, Erzählungen, Märchen und Gedichte. 

## Werke
- Wanderbeute, Cassel 1911 (unter dem Namen L. C. Funke)
- Neue Wanderbeute, Stuttgart [u. a.] 1913
- Die Narrenklippe, Freiburg i. Br. 1922
- Der dritte Reiter, Freiburg i.Br. 1923
- Der Steinbruch, Freiburg i.Br. 1923
- Vom Leben und Sterben des Giorgione, Freiburg i. Br. 1923
- Edda von Greethusen, Hamburg 1936